# Trematodon brevisetus
Trematodon brevisetus är en bladmossart som beskrevs av Hugh Neville Dixon 1915. Trematodon brevisetus ingår i släktet tranmossor, och familjen Bruchiaceae. Inga underarter finns listade i Catalogue of Life.